# Ніколас Віндінґ Рефн
Н́іколас Ві́ндінґ Рефн (дан. Nicolas Winding Refn; нар. 29 вересня 1970, Копенгаген, Данія) — данський кінорежисер, сценарист і продюсер. Володар призу за найкращу режисерську роботу на 64-му Каннському кінофестивалі, номінант на премію BAFTA в категорії «Найкраща режисерська робота» за фільм «Драйв».
Рефн — дальтонік.

## Біографія
Ніколас Віндінґ Рефн народився 29 вересня 1970 року в Копенгагені, Данія, у сім'ї данського кінорежисера і монтажера Андерса Рефна і кінооператорки Вібеке Віндінґ. Брат Ніколаса — данський співак Каспер Віндінґ. Дитинство Ніколас провів у Нью-Йорку, куди його батьки переїхали, коли йому було 8 років. Закінчив гімназію у Копенгагені.
У 1981 році Ніколас Віндінґ Рефн повернувся у США, де навчався в Американській академії драматичних мистецтв, яку так і не закінчив. Перший повнометражний фільм Рефн зняв у 1996 році, зафільмувавши кримінальний трилер «Дилер». Після успіху стрічки, Рефн виступав режисером на знімальних майданчиках ще двох його продовжень.
У 2011 році на екрани світових кінотеатрів вийшов трилер «Драйв» з Раяном Гослінгом у головній ролі. За режисуру стрічки Ніколас Віндінґ Рефн став володарем призу за найкращу режисерську роботу на 64-му Каннському кінофестивалі. Аналітики відмічали, що голова журі Роберт де Ніро міг віддати приз Рефну тільки через те, що стрічка нагадала йому скорсезівського «Таксиста», в якому Де Ніро виконав головну роль. Фільм був прихильно сприйнятий кінокритиками і отримав безліч кінопризів і нагород.
Наступна робота Рефна — артхаусний трилер «Тільки Бог пробачить» (2013) — була прийнята не так схвально світовою кінопресою, яка відмічала банальність його персонажів і позамежну жорстокість, що проявляється чи не в кожному кадрі. Головну роль у фільмі, що увійшов до основної конкурсної програми 66-го Каннського кінофестивалю, знову виконав Раян Гослінг.
У 2014 році увійшов до складу журі 67-го Каннського кінофестивалю, очолюваного Джейн Кемпіон.
Фільми Ніколаса Віндінґа Рефна досить контрастні та з насиченими кольорами, тому що режисер не розрізняє напівтони.
14 серпня 2016 року Рефн оголосив на своїй сторінці у Twitter, що його наступний проєкт називатиметься "Мстива тиша", який він охарактеризував наступним чином: "Ян Флемінг + Вільям Барроуз + NWR = Мстива тиша", і опублікував зображення з роману Флемінга «Доктор Ноу» та роману Берроуза «М'яка машина». Variety повідомив, що продюсер Лене Борглум описав передбачуваний сюжет так: "[Колишній європейський шпигун] отримує завдання від японського бізнесмена вбити голову боса якудзи в Японії".

### Особисте життя
Ніколас Віндінґ Рефн одружений з акторкою Лів Корфіксен, від якої у режисера є двоє дітей.

## Фільмографія

### Фільми
| Рік  | Фільм                      | Оригінальна назва | Функція | Функція   | Функція  | Функція | Функція |
| Рік  | Фільм                      | Оригінальна назва | Режисер | Сценарист | Продюсер | Актор   |         |
| ---- | -------------------------- | ----------------- | ------- | --------- | -------- | ------- | ------- |
| 1996 | Дилер                      | Pusher            | Так     | Так       | Ні       | Брайан  |         |
| 1999 | Той, що стікає кров'ю      | Bleeder           | Так     | Так       | Так      | Ні      |         |
| 2003 | Страх «Ікс»                | Fear X            | Так     | Так       | Ні       | Ні      |         |
| 2004 | Дилер 2                    | Pusher II         | Так     | Так       | Ні       | Ні      |         |
| 2005 | Дилер 3                    | Pusher 3          | Так     | Так       | Ні       | Ні      |         |
| 2005 | Китаїст                    | Kinamand          | Ні      | Ні        | Ні       | лікар   |         |
| 2008 | Бронсон                    | Bronson           | Так     | Так       | Ні       | Ні      |         |
| 2009 | Вальгала: Сага про вікінга | Valhalla Rising   | Так     | Так       | Ні       | Ні      |         |
| 2011 | Драйв                      | Drive             | Так     | Ні        | Ні       | Ні      |         |
| 2013 | Тільки Бог пробачить       | Only God Forgives | Так     | Так       | Ні       | Ні      |         |
| 2016 | Неоновий демон             | The Neon Demon    | Так     | Так       | Так      | Ні      |         |

### Серіали
| Рік  | Назва                               | Функція     | Функція     | Функція             | Примітки                            |
| Рік  | Назва                               | Режисер     | Сценарист   | Виконавчий продюсер | Примітки                            |
| ---- | ----------------------------------- | ----------- | ----------- | ------------------- | ----------------------------------- |
| 2009 | Міс Марпл Агати Крісті              | 2 епізоди   | Ні          | Ні                  | епізоди «Towards Zero» та «Nemesis» |
| 2019 | Занадто старий, щоб померти молодим | 10 епізодів | 10 епізодів | 10 епізодів         | мінісеріал; також автор ідеї        |
| 2023 | Ковбой із Копенгагена               | 6 епізодів  | Ні          | 6 епізодів          | мінісеріал; також автор ідеї        |

### Відеоігри
| Рік  | Гра                             | Роль     | Примітки  |
| ---- | ------------------------------- | -------- | --------- |
| 2019 | Death Stranding                 | Heartman | 3D модель |
| 2025 | Death Stranding 2: On the Beach | Heartman | 3D модель |

### Музичні відео
| Рік  | Пісня               | Виконавець   |
| ---- | ------------------- | ------------ |
| 1999 | "Psycho Power"      | Bleeder      |
| 2023 | "Delresto (Echoes)" | Travis Scott |

## Визнання
| Рік                                               | Категорія                                            | Фільм                      | Результат |
| ------------------------------------------------- | ---------------------------------------------------- | -------------------------- | --------- |
| Премія «Боділ»                                    |                                                      |                            |           |
| 2000                                              | Найкращий фільм                                      | Той, що стікає кров'ю      | Номінація |
| 2005                                              | Найкращий фільм                                      | Дилер 2                    | Номінація |
| 2012                                              | Найкращий американський фільм                        | Драйв                      | Номінація |
| Сараєвський кінофестиваль                         |                                                      |                            |           |
| 2000                                              | Приз ФІПРЕССІ                                        | Той, що стікає кров'ю      | Перемога  |
| Фанташпорту                                       |                                                      |                            |           |
| 2004                                              | Найкращий фільм                                      | Страх Ікс                  | Номінація |
| 2004                                              | Найкращий сценарій                                   | Страх Ікс                  | Перемога  |
| 2010                                              | Спеціальний приз журі                                | Вальгала: Сага про вікінга | Перемога  |
| 2010                                              | Спеціальна згадка                                    | Вальгала: Сага про вікінга | Номінація |
| Премія Роберт                                     |                                                      |                            |           |
| 2005                                              | Найкращий фільм                                      | Дилер 2                    | Номінація |
| 2005                                              | Найкращий режисер                                    | Дилер 2                    | Номінація |
| 2005                                              | Найкращий оригінальний сценарій                      | Дилер 2                    | Номінація |
| 2011                                              | Найкращий сценарій                                   | Вальгала: Сага про вікінга | Номінація |
| 2012                                              | Найкращий американський фільм                        | Драйв                      | Перемога  |
| 2014                                              | Найкраща драма                                       | Тільки Бог пробачить       | Номінація |
| 2014                                              | Найкращий режисер                                    | Тільки Бог пробачить       | Номінація |
| Сіднейський кінофестиваль                         |                                                      |                            |           |
| 2009                                              | Найкращий фільм                                      | Бронсон                    | Перемога  |
| 2013                                              | Найкращий фільм                                      | Тільки Бог пробачить       | Перемога  |
| Премія «Супутник»                                 |                                                      |                            |           |
| 2011                                              | Найкращий режисер                                    | Драйв                      | Перемога  |
| Каннський кінофестиваль                           |                                                      |                            |           |
| 2012                                              | Золота пальмова гілка                                | Драйв                      | Номінація |
| 2012                                              | Приз за найкращу режисуру                            | Драйв                      | Перемога  |
| 2013                                              | Золота пальмова гілка                                | Тільки Бог пробачить       | Номінація |
| 2016                                              | Золота пальмова гілка                                | Неоновий демон             | Номінація |
| 2016                                              | Queer Palm                                           | Неоновий демон             | Номінація |
| Премія BAFTA                                      |                                                      |                            |           |
| 2012                                              | Найкраща режисерська робота                          | Драйв                      | Номінація |
| Премія «Аманда»                                   |                                                      |                            |           |
| 2012                                              | Найкращий іноземний художній фільм                   | Драйв                      | Перемога  |
| Премія «Сезар»                                    |                                                      |                            |           |
| 2012                                              | Найкращий фільм іноземною мовою                      | Драйв                      | Номінація |
| Давид ді Донателло                                |                                                      |                            |           |
| 2012                                              | Найкращий іноземний фільм                            | Драйв                      | Номінація |
| Італійський національний синдикат кіножурналістів |                                                      |                            |           |
| 2012                                              | Срібна стрічка найкращому неєвропейському режисерові | Драйв                      | Перемога  |